# Cofiroute
Cofiroute, Compagnie industrielle et financiere des autoroutes (pl. Przemysłowa i finansowa kompania autostradowa) – jedno z francuskich przedsiębiorstw zarządzających autostradami.
Pod względem długości zarządzanej sieci autostradowej Cofiroute jest czwartym tego typu przedsiębiorstwem we Francji. Firmę założono w 1970 roku, obecnie jest własnością koncernu VINCI

## Sieć autostrad
Cofiroute zarządza siecią autostrad o długości 1010 km, głównie na zachodzie Francji. Sieć ta składa się z następujących autostrad:
- A 10 z Paryża do Poitiers
- A 11 od skrzyżowania z A 10 do Le Mans oraz z Angers do Nantes. Odcinek Le Mans–Angers jest zarządzany przez ASF.
- A 28 na odcinku Alençon–Tours.
- A 71 z Orleanu do Bourges.
- A 81 z Le Mans do Laval. Odcinek  Laval–Rennes zostanie powierzony firmie po zakończeniu dostosowywania drogi krajowej RN 157 do norm autostradowych.
- A 85 z Angers do Vierzon (obwodnica Tours jest w trakcie budowy).